# NGC 1112
NGC 1112 est une vaste galaxie spirale intermédiaire située dans la constellation du Bélier. NGC 1112 a été découverte par l'astronome allemand Albert Marth en 1863.

## Caractéristiques
Sa vitesse par rapport au fond diffus cosmologique est de 8 216 ± 16 km/s, ce qui correspond à une distance de Hubble de 121,2 ± 8,5 Mpc (∼395 millions d'al).
La classe de luminosité de NGC 1112 est III et elle présente une large raie HI.

### Identification de NGC 1112
Toutefois, selon le professeur Seligman, l'identification de cette galaxie est incertaine. Il se pourrait que NGC 1112, à l'instar de NGC 1109 et de NGC 1111, soit l'un des objets inexistants ou perdus observés par Albert Marth dans la nuit du 2 décembre 1863.

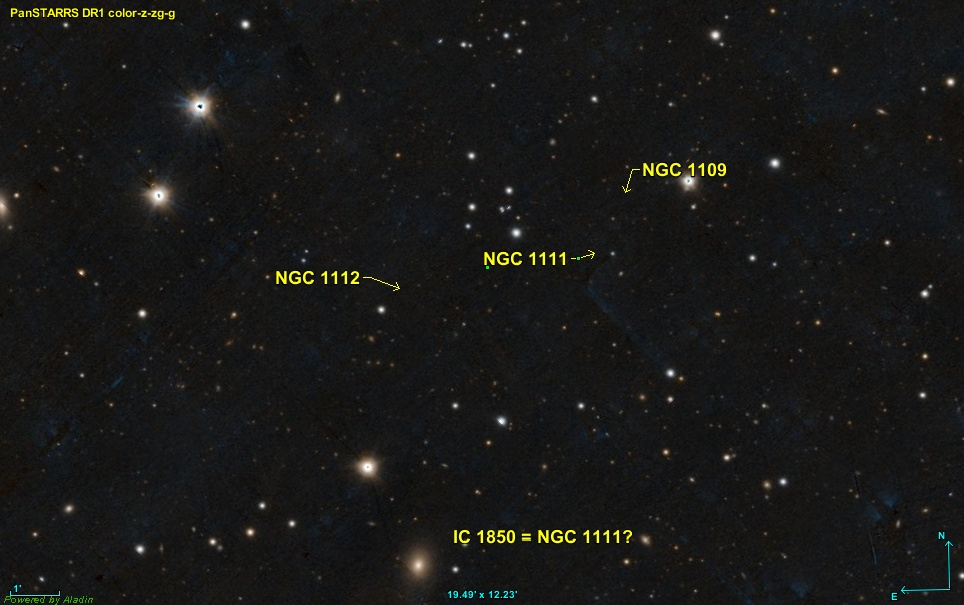
NGC 1112 pourrait être un objet inexistant situé près de NGC 1109 et de NGC 1111 observé la même nuit par Albert Marth